# Benthesicymus bartletti
Benthesicymus bartletti är en kräftdjursart som beskrevs av Sidney Irving Smith 1882. Benthesicymus bartletti ingår i släktet Benthesicymus och familjen Benthesicymidae. Inga underarter finns listade i Catalogue of Life.